# Ítreksjóð
Ítreksjóð est l'un des fils d'Odin. Il est attesté dans le chapitre 75 de l'Edda en prose, dans le livre Skáldskaparmál, qui le présente comme un Æsir et l'un des fils d'Odin.